# Murád Amára
Murád Amára (Tizi Ouzou, 1959. február 19. – ) algériai válogatott labdarúgókapus.

## Pályafutása

### Klubcsapatban
1977 és 1992 között a JS Kabylie csapatában játszott, melynek tagjaként két alkalommal megszerezte a bajnokcsapatok Afrika-kupája serlegét (1981, 1990) és hatszor nyerte meg az algériai bajnokságot (1980, 1982, 1983, 1985, 1986, 1990).

### A válogatottban
1980 és 1986 között 6 alkalommal szerepelt az algériai válogatottban. Részt vett az 1980. évi nyári olimpiai játékokon, az 1982-es afrikai nemzetek kupáján, az 1982-es és az 1986-os világbajnokságon.

## Sikerei, díjai
JS Kabylie
- Bajnokcsapatok Afrika-kupája (1): 1981, 1990
- CAF-szuperkupa (1): 1982
- Algériai bajnok (5): 1979–80, 1981–82, 1982–83, 1984–85, 1985–86, 1989–90